# Orcha
Orcha ou Vorcha (en biélorusse : О́рша ou Во́рша ; łacinka : Orša ou Vorša ; en russe : О́рша ; en polonais : Orsza ; en anglais : Orsha) est une ville de la voblast de Vitebsk, en Biélorussie. Sa population s'élevait à 115 938 habitants en 2017.

## Géographie
Orcha est située à proximité du Dniepr et de la rivière Archytsa, à 77 km au sud de Vitebsk.

## Histoire
Mentionnée la première fois en 1067 sous le nom de « Rcha », c'est l'une des plus vieilles villes de Biélorussie. En 1310, la ville intègre le grand-duché de Lituanie. Entre 1398 et 1407 est construit le château fort. En 1555, Mikołaj Radziwiłł Czarny fonde une colonie calviniste à Orcha et le protestantisme devient la quatrième religion de la ville après les communautés orthodoxe, catholique et judaïque. Le 8 septembre 1514, la grande bataille d'Orcha oppose les armées du grand-duché de Lituanie et du royaume de Pologne a l'armée de Russie ; la bataille se solde par une victoire écrasante des Lituaniens sur les Russes. En 1630, S. Sobal ouvre la première imprimerie d'Orcha. Entre 1654 et 1667, durant la guerre russo-polonaise, la ville est détruite, l'administration devient polonaise. En 1776, Orcha est incorporée dans l'Empire russe et l'administration devient russe. Durant la guerre, la population tombe à 2 000 habitants. En 1781, les armoiries de la ville sont modifiées par les autorités russes. Pendant la campagne de Russie de 1812, Orcha est détruite et incendiée par la Grande Armée de Napoléon Ier.
Lors du recensement de 1897, sur une population totale de 13 161 habitants, environ 7,000 sont Juifs ,
Durant la Première Guerre mondiale, Orcha est occupée par l'armée allemande de février à octobre 1918. Le 2 février 1919, la ville est rattachée au gouvernement de Gomel et en 1920 à celui de Vitebsk, dans la Russie soviétique. Après la formation de l'Union soviétique, en 1922, la région d'Orcha est incluse dans la république socialiste soviétique de Biélorussie. Durant la Seconde Guerre mondiale, elle est occupée du 16 juillet 1941 au 27 juin 1944 par l'Allemagne nazie. 
La conférence d'Orcha : le 13 novembre 1941, Halder, le chef de l'état-major général de la Wehrmacht, réunit les chefs d'état - major des trois groupes d'armée Nord, Centre et Sud.Il vient chercher un consensus auprès d'eux sur la suite à donner aux opérations Barbarossa. Mais il n'obtient pas le consensus qu'il est venu chercher : la poursuite des opérations; les chefs ne sont pas d'accord entre eux sur les objectifs à atteindre. Seul le général von Bock se prononce pour la poursuite des opérations d'encerclement de Moscou, les autres - von Leeb (Nord) et von Rundstedt (Sud) préférant l'hivernage des troupes.
Néanmoins, Halder impose que le groupe Sud doit avancer vers l'est, si ce n'est jusqu'à Stalingrad ; le groupe Centre devra exercer la plus grande pression sur Moscou ; le groupe Nord devra faire la jonction avec l'armée finlandaise.
Durant la guerre, 19 000 personnes périssent dans des camps de concentration construits par les nazis à l'intérieur et autour de la ville. La région d'Orcha abrite un grand réseau de résistance dont le commandant est Konstantin Zaslonov, décédé le 27 juin 1944.
Après la guerre, Orcha devient un centre industriel et un port important sur le Dniepr. En 1986, le nuage toxique formé par la catastrophe de Tchernobyl passa au-dessus de la ville.

## Population
Recensements (*) ou estimations de la population :
| 1881  | 1897*  | 1904   | 1923*  | 1926*  | 1939*  |
| ----- | ------ | ------ | ------ | ------ | ------ |
| 5 025 | 13 061 | 14 764 | 18 185 | 21 311 | 53 754 |

| 1959*  | 1970*   | 1979*   | 1989*   | 1999*   | 2009*   |
| ------ | ------- | ------- | ------- | ------- | ------- |
| 64 432 | 100 642 | 112 387 | 123 128 | 123 861 | 117 225 |

| 2012    | 2013    | 2014    | 2015    | 2016    | 2017    |
| ------- | ------- | ------- | ------- | ------- | ------- |
| 117 187 | 116 611 | 116 597 | 116 583 | 116 552 | 115 938 |

## Économie
Le Combinat de lin d'Orcha (en russe : Оршанский льнокомбинат, Orchanski l'nokombinat) est la principale usine de Biélorussie pour le traitement du lin, réalisant environ la moitié de la production nationale. Fondée en 1930, elle fabrique une large gamme de linge de table, de draps, de serviettes, etc. Elle traite environ 25 000 t de fibres de lin par an et emploie 5 000 salariés.

## Transports
Orcha possède un port fluvial sur le Dniepr et une Base aérienne de Balbasovo. En 1871, la ligne de chemin de fer Moscou – Minsk – Brest passe par Orcha. En 1902, celle de Jlobin – Mogilev – Vitebsk passe par Orcha.
La gare centrale d'Orcha est la jonction ferroviaire et routière entre Moscou – Minsk et Saint-Pétersbourg – Odessa.
L'autoroute   passe par Orcha.

## Sport
- HK Lakamativ Orcha, club de hockey sur glace.

## Personnalités
- Abraham Dob Baer Ben Solomon, rabbin
- Ouladzimir Karatkievitch (1930–1984), écrivain
- Franciszek Kareu (1731–1802), vicaire temporaire de la Compagnie de Jésus en Russie
- Sergei Kolevatykh, artiste
- Sergueï Kopliakov (1959-), nageur, double champion olympique en 1980
- Aliaksandr Kuschynski (1979–), coureur cycliste
- Boris Laskin (1914–1983), écrivain
- Anton Putsila (1987–), footballeur
- Frida Vigdorova, écrivaine
- Lev Vygotski (1896–1934), psychologue soviétique
- Boris Zakharchenya (1928–2005), scientifique
- Nathan Zarkhi, scénariste
- Igor Zhelezovski (1963–2021), médaillé olympique
- Miron Zlatin (1904–1944), directeur de la colonie d’enfants réfugiés d'Izieu
- Fayina Ipaćjeŭna Vachrava (1916-2004), première dame de Chine (République de Chine)

## Jumelages
- Pernik (Bulgarie)
- Vaulx-en-Velin (France)